# Алин Добросављевић
Алин Добросављевић (рум. Alin Dobrosavlevici; Нова Молдава, 24. октобар 1994) је румунски фудбалер који тренутно наступа за Глорију Бузау. Игра на позицији одбрамбеног играча.
Добросављевић је српског порекла, његова породица је из места Стара Молдава.

## Успеси
Динамо Букурешт
- Суперкуп Румуније  (1) : 2012/13.[6]

Дунареа Калараши
- Друга лига Румуније  (1) : 2017/18.[7]